# Pleurogyrus nigricoxa
Pleurogyrus nigricoxa là một loài tò vò trong họ Ichneumonidae.